# Agronomija
Agronomija (od grčke reči ἀγρός — polje i νόμος — zakon) je nauka i tehnologija o obradi zemlje radi proizvodnje ljudske i stočne hrane, goriva, kao i niza drugih proizvoda. Agronomija obuhvata aktivnosti u oblastima biljne genetike, biljne fiziologije, meteorologije, i nauke o zemljištu. Agronomija je primena kombinacije nauka, među kojima su biologija, hemija, ekonomija, ekologija, nauke o Zemlji, i genetika. Agronomija se pored proizvodnje hrane bavi razvojem zdravije hrane, i upravljanjem utjecaja poljoprivrede na okolinu.
Agronomija se može podeliti na više specijalizovanih oblasti: rotacija useva, irigacija i drenaža, oplemenjivanje bilja, fiziologija biljaka, plodnost i klasifikacija zemljišta, kontrola korova, kontrola insekata i štetočina.

## Oplemenjivanje biljaka
Ova oblast agronomije uključuje selektivno oplemenjivanje biljaka za proizvodnju najboljih useva za različite uslove. Oplemenjivanje biljaka je povećalo prinose useva i poboljšalo hranljivu vrednost brojnih useva, uključujući kukuruz, soju i pšenicu. To je takođe rezultiralo razvojem novih vrsta biljaka. Na primer, hibridno zrno po imenu tritikal proizvedeno je ukrštanjem raži i pšenice. Tritikal sadrži više upotrebljivih proteina nego raž ili pšenica. Agronomija je takođe bila ključna za istraživanje proizvodnje voća i povrća. Pored toga, za razvoj travnjaka, korišćenje oplemenjivanja biljaka rezultiralo je smanjenjem potrebe za unosom đubriva i vode (zahtevima), kao i vrstama travnjaka koji pokazuju povećanu otpornost na bolesti.

## Biotehnologija
Agronomi koriste biotehnologiju da produže i ubrzaju razvoj željenih karakteristika. Biotehnologija je često laboratorijska aktivnost koja zahteva terensko testiranje novih sorti useva koje se razvijaju.
Pored povećanja prinosa useva, agronomska biotehnologija se sve više primenjuje za nove namene osim u ishrani. Na primer, seme uljarica se trenutno koristi uglavnom za margarin i druga ulja za hranu, ali se može modifikovati da proizvodi masne kiseline za deterdžente, zamenska goriva i petrohemikalije.

## Nauka o zemljištu
Agronomi proučavaju održive načine da se zemljište učini produktivnijim i profitabilnijim. Oni klasifikuju zemljišta i analiziraju ga kako bi utvrdili da li sadrži hranljive materije važne za rast biljaka. Uobičajeni analizirani makronutrijenti uključuju jedinjenja azota, fosfora, kalijuma, kalcijuma, magnezijuma i sumpora. Zemljište se takođe procenjuje na nekoliko mikronutrijenata, kao što su cink i bor. Procenat organske materije, pH zemljišta i kapacitet zadržavanja hranljivih materija (kapacitet izmene katjona) testiraju se u regionalnoj laboratoriji. Agronomi tumače ove laboratorijske izveštaje i daju preporuke za modifikaciju hranljivih materija u zemljištu za optimalan rast biljaka.

### Očuvanje zemljišta
Pored toga, agronomi razvijaju metode za očuvanje zemljišta i smanjenje efekata erozije] vetrom i vodom. Na primer, tehnika poznata kao konturno oranje može se koristiti za sprečavanje erozije zemljišta i očuvanje padavina. Istraživači agronomije takođe traže načine da efikasnije iskoriste zemljište za rešavanje drugih problema. Takvi problemi uključuju odlaganje ljudskog i životinjskog đubriva, zagađenje vode i nakupljanje pesticida u zemljištu, kao i očuvanje zemljišta za buduće generacije, kao što je spaljivanje patoka nakon proizvodnje useva. Tehnike gazdovanja pašnjacima uključuju poljoprivredu bez oranja, sadnju trave koja vezuje zemljište duž kontura na strmim padinama i korišćenje konturnih drenaža dubine do 1 metar.

## Agroekologija
Agroekologija je upravljanje poljoprivrednim sistemima sa naglaskom na ekološku primenu. Ova tema je blisko povezana sa radom na održivoj poljoprivredi, organskoj poljoprivredi i alternativnim sistemima ishrane i razvojem alternativnih sistema useva.

## Teoretsko modelovanje
Teorijska ekologija proizvodnje je kvantitativno proučavanje rasta useva. Biljka se tretira kao neka vrsta biološke fabrike, koja prerađuje svetlost, ugljen-dioksid, vodu i hranljive materije u proizvode koji se mogu žeti. Glavni parametri koji se razmatraju su temperatura, sunčeva svetlost, stajaća biomasa useva, distribucija biljne proizvodnje i snabdevanje hranljivim materijama i vodom.

## Literatura
- Wendy B. Murphy, Watts (1984). The Future World of Agriculture. Grolier. ISBN 978-0-7172-8142-8.
- J. Benton Jones Jr (2002). Agronomic Handbook: Management of Crops, Soils and Their Fertility (1. изд.). CRC Press. ISBN 978-0-8493-0897-0.
- McCouch, S. (2004). „Diversifying Selection in Plant Breeding”. PLOS Biol. 2 (10): e347. PMC 521731 . PMID 15486582. doi:10.1371/journal.pbio.0020347 .
- Briggs, F.N. and Knowles, P.F. (1967). Introduction to Plant Breeding.. Reinhold Publishing Corporation, New York.
- Curry, Helen Anne (2016). Evolution Made to Order: Plant Breeding and Technological Innovation in Twentieth-Century America. U of Chicago Press.. x, 285 pp.
- Gepts, P. (2002). „A Comparison between Crop Domestication, Classical Plant Breeding, and Genetic Engineering”. Crop Science. 42 (6): 1780—1790. doi:10.2135/cropsci2002.1780.
- The Origins of Agriculture and Crop Domestication – The Harlan Symposium
- Schlegel, Rolf (20131029200320). Encyclopedic Dictionary of Plant Breeding (2nd изд.). Taylor & Francis. стр. 584. ISBN 9781439802427. Архивирано из оригинала 29. 10. 2013. г. Приступљено 28. 12. 2022. Проверите вредност парамет(а)ра за датум: |date=, |year= / |date= mismatch (помоћ). CRC Press, Boca Raton, FL, USA
- Schlegel, Rolf (2007). Concise Encyclopedia of Crop Improvement: Institutions, Persons, Theories, Methods, and Histories. Taylor & Francis. стр. 423. ISBN 9781560221463.. CRC Press, Boca Raton, FL, USA
- Schlegel, Rolf (2014). Dictionary of Plant Breeding, 2nd ed. Taylor & Francis. стр. 584. ISBN 978-1439802427.. CRC Press, Boca Raton, Taylor & Francis Group, Inc., New York, USA
- Schouten, Henk J.; Krens, Frans A.; Jacobsen, Evert (2006). „Do cisgenic plants warrant less stringent oversight?”. Nature Biotechnology. 24 (7): 753. PMID 16841052. S2CID 8087798. doi:10.1038/nbt0706-753 .
- Schouten, Henk J.; Krens, Frans A.; Jacobsen, Evert (2006). „Cisgenic plants are similar to traditionally bred plants”. EMBO Reports. 7 (8): 750—753. PMC 1525145 . PMID 16880817. doi:10.1038/sj.embor.7400769.
- Sun. „From indica and japonica splitting in common wild rice DNA to the origin and evolution of Asian cultivated rice”. Agricultural Archaeology. 1998: 21—29. Архивирано из оригинала 23. 02. 2005. г. Приступљено 28. 12. 2022.
- Thro, A.M.; Spillane, C. (1999) Biotechnology assisted participatory plant breeding: Complement or contradiction? CGIAR Program on Participatory Research and Gender Analysis, Working Document No.4, CIAT: Cali. 150pp.
- Deppe, Carol (2000). Breed Your Own Vegetable Varieties. Chelsea Green Publishing. ISBN 978-1-890132-72-9.
- Vaschetto, Luis M., ур. (2020). Cereal Genomics. Methods in Molecular Biology (на језику: енглески). 2072. ISBN 978-1-4939-9864-7. ISSN 1064-3745. S2CID 82398463. doi:10.1007/978-1-4939-9865-4.
- Baveye, P.; Jacobson, A.R.; Allaire, S.E.; Tandarich, J.P.; Bryant, R.B. (2006). „Whither Goes Soil Science in the United States and Canada?”. Soil Science. 171 (7): 501—518. Bibcode:2006SoilS.171..501B. S2CID 97046751. doi:10.1097/01.ss.0000228032.26905.a9.
- FAO-AGL, 2006, Soil Biodiversity Portal: Conservation and Management of Soil Biodiversity and its role in Sustainable Agriculture Url last accessed 2006-04-16
- Kellogg, Charles E. (1961). „A challenge to American soil scientists: On the occasion of the 25th anniversary of the Soil Science Society of America.”. Soil Science Society of America Proceedings. 25 (6): 419—423. Bibcode:1961SSASJ..25..419K. doi:10.2136/sssaj1961.03615995002500060004x.
- Professional Profiles - Agricultural and Food Scientists (Soil Scientists) Url last accessed 2006-04-16
- USDA-NRCS Careers in Soil Science Url last accessed 2006-04-16
- Professional Profiles - Agricultural and Food Scientists (Soil Scientists) Url last accessed 2006-04-16

## Spoljašnje veze
- Evropsko agronomsko društvo
- Američko agronomsko društvo
- Plant Breeding and Genomics eXtension Community of Practice – education and training materials for plant breeders and allied professionals
- „Plant Breeding Updates”. Архивирано из оригинала 08. 12. 2012. г. Приступљено 28. 12. 2022.
- Hybridization of Crop Plants – large practical reference on plant hybridization
- „Infography about the History of Plant Breeding”. Архивирано из оригинала 26. 07. 2010. г. Приступљено 28. 12. 2022.
- „Glossary of plant breeding terminology by the Open Plant Breeding Foundation”. Архивирано из оригинала 06. 06. 2010. г. Приступљено 28. 12. 2022.
- National Association of Plant Breeders (NAPB)
- The Global Partnership Initiative for Plant Breeding Capacity Building – GIPB
- FAO/IAEA Programme Mutant Variety Database
- FDA Statement of Policy – Foods Derived from New Plant Varieties
- A Breed Apart: The Plant Breeder's Guide to Preventing Patents through Defensive Publication by Cydnee V. Bence & Emily J. Speigel, 2019